# Friedrich Drake
Johann Friedrich Drake (født 23. juni 1805 i Pyrmont, død 6. april 1882 i Berlin) var en tysk billedhugger.
Drake kom sent i kunstnerlære, under Rauch - hvis trofaste fortsætter Drake skulle blive. Under en studierejse i Rom blev han påvirket af Thorvaldsen. Allerede i Rauchs atelier brød hans talent frem for offentligheden med gruppen Døende kriger; en række frisk og dygtig karakteriserede statuetter af Rauch, Schinkel m. v. viste hans fremragende evner i portrætfaget og blev indledningen til en lang række monumentale portrætstatuer: den kolossale bronzestatue af Justus Möser (1836, Osnabrück), to kolossale marmorstatuer af Frederik Vilhelm III, i Stettin og Berlin (1849, Tiergarten, med det skønne og stemningsfulde postamentsrelief, der fremstiller glæden over naturen), marmorstatuen af Rauch (Berlins Museum), bronzestatuen af Johan Frederik den Højmodige, statuer af Melanchthon (Bretten og Wittenberg), af Frederik den Vise og Johan den Bestandige (Wittenberg), Schinkel (Berlin), den udmærkede rytterstatue i bronze af kong Vilhelm I af Preussen (Rhinbroen ved Köln) med flere. Desuden har han modeleret talrige andre arbejder, prægede af ynde og skønhedsfølelse: Vingårdspigen, et af hans ungdomsarbejder (i marmor, købt af staten), Madonna med barnet, Nike bekranser sejrherren (Berlins Slotsbro); endvidere Victoria i forgyldt bronze til Berlins Siegesdenkmal. 